# Политические партии Чехословакии
Политические партии Чехословакии — общественные организации и объединения, формировавшие политическую систему Чехословакии на протяжении всего времени существования этого центральноевропейского государства (1918–1993).

## Особенности развития политической системы Чехословакии
При всех формах политического режима, и при всех действовавших в стране конституциях Чехословакия всегда оставалась государством с многопартийной системой, при которой и в органах государственной власти, и в органах местного самоуправления участвовало несколько политических партий.

## Политические партии на момент образования страны

### Старочехи и младочехи
Старейшей из политических партий в чешских землях, возникшей ещё до преобразования Австрийской империи, считается Национальная партия (чеш. Národni strana), которую чешские националисты создали во время революции 1848-49 гг.. Эта датировка создания партии увязывается с Панславянским конгрессом, прошедшим в июне 1848 года в Праге, на котором основатель партии Ф. Палацкий активно пропагандировал её будущие программные установки. В отечественной историографии создание этой партии датируется 1860 годом; при этом в названии уточняется её национальная ориентация: Чешская национальная партия (ЧНП, чеш. Ceská národni strana).
До 1879 года ЧНП проводила политику пассивной обструкции австрийского рейхсрата, а войдя в его состав, заняла крайне правые позиции, выступая за автономия земель чешской короны в рамках империи Габсбургов при условии сохранения последней (т. н. чешское государственное право), а также против буржуазно-демократических преобразований. Эти позиции привели в 1891 году к поражению партии на выборах, после чего ЧНП утратила политическое влияние.
На Рождество, 25 декабря 1874 года сформировавшаяся внутри партии оппозиция объявила о выходе из ЧНП и о создании «Национальной свободомыслящей партии» (чеш. Národní strana svobodomyslná). В историю эта новая партия вошла под именем младочехов (чеш. mladočeši); ЧНП же стали называть старочехами (чеш. staročeši). В 1891 году младочехи одержали победу над старочехами на выборах в рейхсрат.
Выражая интересы промышленной буржуазии и зажиточных крестьян, партия младочехов относилась к буржуазно-либеральному спектру политических сил. С момента основания младочехи выступали за автономию чешских земель путём преобразования легальными средствами двуединой Австро-Венгрии в триединую Австро-Венгеро-Чешскую монархию. Однако в середине 1890-х  гг. младочехи постепенно перешли от оппозиции правительству Габсбургов к его поддержке, что нашло отражение в новой программе партии, принятой в 1907 году.

### Словацкая национальная партия
Возникшая в 1871 году, Словацкая национальная партия (словац. Slovenská národná strana, СНП) была первой в истории национальной партией словаков.

### ЧНСП
Чешская национал-социалистическая партия (чеш. Česká strana národně sociální, ЧНСП), иногда называемая Чешская национально-социальная партия, ведёт свою историю с 4 апреля 1897 года, когда Вацлав Клофач (1868—1942) создал Национальную рабочую партию (чеш. Strana národních dělníků). Некоторые историки датируют основание этой партии апрелем 1898 года, когда состоялся её учредительный съезд, была принята программа, и партия сменила в своём названии слово «рабочая» на «национально-социалистическая».

### Социал-демократы
С середины XIX века среди европейских держав империя Габсбургов стала одной из тех стран, где марксистские идеи с самого начала их распространения обрели благоприятную почву, причём не только в политической жизни, но и как объект научного анализа и дальнейшей разработки. Австромарксизм, одна из разновидностей демократического социализма с его идеей социализации производства и обращения в условиях капитализма, лёг в программу многих партий социал-демократического направления. Как наиболее экономически и социально развитые в империи, наряду с Австрией, чешские земли играли в этом процессе весьма активную роль. «Коммунизм в Чехословакии, — замечает М. Брэк, — более, нежели в других частях Восточной Европы имел глубокие отечественные корни и являлся важной политической и интеллектуальной традицией в межвоенный период и вплоть до 1945 года».
ЧСДРП была основана как региональное подразделение Социал-демократической партии Австрии, с названием Чехославянская социал-демократическая рабочая партия чеш. Československá sociálně demokratická strana dělnická (ČSDSD) или Sociálně Demokratická strana Českoslovanská v Rakousku. Её депутаты представляли в австрийском парламенте Королевство Богемию, и уточнение «славянская» в названии партии удачно охватывало и моравов, и другие славянские нации, проживавшие под пражской короной.
Учредительный съезд ЧСДРП прошёл 7 апреля 1878 года в Бржевнове у Праги. В 1893 году преобразована в самостоятельную политическую партию. В 1910-11 годах в ходе дискуссии по вопросам организации профсоюзного движения в ЧСДРП произошёл раскол на «автономистов» и «централистов» (выступали за единство в стране). В 1914–18 годах «автономисты» занимали социал-шовинистскую позицию, поддерживая участие Австро-Венгрии в Первой мировой войне.
- Чешская социал-демократическая партия
- Аграрная партия
- Христианско-социальная партия
- Католическая национальная партия Моравии

### Христианские и клерикальные партии
В 1906 году католический священник из Словакии Андрей Глинка создал организацию, называвшую себя «народной партией». Перед выборами 1913 года она была официально зарегистрирована как «Глинкова словацкая народная партия» (словац. Hlinkova slovenská ľudová strana).
- Словацкая народная партия

## Первая республика (1918–1938)
9 января 1918 года младочехи вместе с партией Чешских конституционных демократов и частью партии Прогрессивных демократов объединились в партию Чешской государственно-правовой демократии (чеш. Česká státoprávní demokracie). После провозглашения независимости страны, в 1919 году партия приняла имя «Национально-демократическая партия Чехословакии» (чеш. Československá národní demokracie).
На своём 8-м съезде, проходившем с 30 марта по 1 апреля 1918 года, ЧНСП приняла решение о своём переименовании в Чешскую социалистическую партию (ЧСП, чеш. Československá strana socialistická). После создания Чехословакии, в 1919 году ЧСП приняла решение распространить свою деятельность на всю страну, в связи с чем сменила название на «Чехословацкая социалистическая партия».
В 1929 году ЧСП переименовалась в «Чехословацкую национально-социалистическую партию» (ЧНСП, чеш. Československá strana národně socialistická), и сохраняла это название вплоть до 1948 года.

## Вторая республика
22 ноября 1938 года все правые, националистические партии, а также аграрии, незадолго до этого объявившие о своём самороспуске с целью «упрощения политической системы», создали новую — Партию национального единства (чеш. Strana národní jednoty). В её состав вошли:
- Республиканская партия земледельческого и мелкокрестьянского населения (чеш. Republikánská strana zemědělského a malorolnického lidu)
- Чехословацкая народная партия (чеш. Československá strana lidová)
- Национальное объединение (чеш. Národní sjednocení)
- Национальная лига (чеш. Národní liga)
- Чехословацкая торгово-купеческая партия среднего класса (чеш. Československá živnostensko-obchodnická strana středostavovská)
- Крестьянско-социальная партия (чеш. Křesťansko-sociální strana)
- Национальный фашистский союз (чеш. Národní obec fašistická)
- Национальная народная партия (чеш. Národní strana lidová)

а также часть членов Чешской национал-социалистической партии (чеш. Československá strana národně socialistická).

## Третья республика до 1948
К 1945 году в Чехословакии легально действовали:
- Коммунистическая партия Чехословакии (чеш. Komunistická Strana Československa, КПЧ; основана в 1921 году).
- Коммунистическая партия Словакии (словац. Komunistická Strana Slovenska), КПС — территориальная организация КПЧ в Словакии.
- Чешская национал-социальная партия
- Чехословацкая народная партия (чеш. Československá Strana Lidová), создана в 1918 году, объединив часть крестьян, некоторые слои мелкой буржуазии, ремесленников, интеллигенции и незначительную часть рабочих; подавляющая часть членов — верующие христиане. Регион деятельности — Чехия.
- Демократическая партия; в 1946 году от неё откололась Словацкая партия свободы (СПС; словац. Slovenská Strana Slobody), объединяющая часть бывшей мелкой буржуазии, служащих и интеллигенции, преимущественно католиков. Регион деятельности — Словакия.

Все эти партии в 1945 году вошли в Национальный фронт Чехословакии (чеш. Národní fronta Československa), который наряду со всеми политическими партиями объединил также и основные общественные организации Чехословакии.

## Социалистическая Чехословакия (1948–1989)
По способу перехода от капитализма к социализму Чехословакия относится к числу стран народной демократии. В отличие от Октябрьской революции 1917 года в России, этот способ не предполагал ни установление однопартийного режима в политике, ни ускоренную национализацию всех частных средств производства. Коммунистические либо социалистические партии в этих странах баллотировались на выборах вместе с другими партиями, совместно с которыми они в годы Второй мировой войны находились в подполье, ведя борьбу против фашизма в составе Народных фронтов своих стран.

## От Бархатной революции до распада страны (1989–1993)
Бархатная революция инициировала бурный процесс диверсификации форм политической активности. К 1990 году в стране насчитывалось уже около 40 партий. В этот период были возвращены в политический обиход названия ряда значительных партий прошлого, среди которых выделялся широкий социал-демократический спектр.
В ноябре 1989 года вновь заявила о себе Чехословацкая социал-демократическая партия, которая уже в 1990 году была принята в Социалистический интернационал, в который ранее входила эмигрантская Чехословацкая социал-демократическая партия. К середине 1990-х годов ЧСДП насчитывала 12 тыс. членов.
В феврале 1990 года Александр Дубчек (до 1969 года Первый секретарь ЦК КПЧ и глава Федерального собрания ЧССР, один из героев «Пражской весны») воссоздал Социал-демократическую партию Словакии, которая к 1992 году насчитывала 10 тыс. членов и так же, как и ЧСДП, была принята в Социнтерн.

### Чехия
- Гражданский форум
- Коммунистическая партия Чехословакии
- Движение за самоуправляемую демократию — Партия за Моравию и Силезию
- Чехословацкая народная партия
- Чехословацкая социал-демократия
- Партия зелёных
- Альянс фермеров и деревни
- Чехословацкая социалистическая партия
- Земледельческая партия
- Коммунистическая партия Чехии и Моравии
- Гражданская демократическая партия
- Республиканская партия
- Гражданский демократический альянс

### Словакия
- Общественность против насилия
- Христианско-демократическое движение
- Движение за демократическую Словакию
- Коммунистическая партия Словакии
- Словацкая национальная партия
- Партия демократических левых
- Венгерское христианско-демократическое движение